# Capizzi
Capizzi (tiếng Hy Lạp: Καπίτιον; tiếng Latin: Capitium) là một đô thị ở tỉnh Messina trong vùng Sicilia của Italia, có vị trí cách khoảng 100 km về phía đông nam của Palermo và vào khoảng 100 km về phía tây nam của Messina. Tại thời điểm ngày 31 tháng 12 năm 2004, đô thị này có dân số 3.452 người và diện tích là 69,9 km².
Capizzi giáp các đô thị: Caronia, Cerami, Cesarò, Mistretta.